# Polistíneos
Os polistíneos (Polistinae) são uma subfamília de vespas eussociais pertencentes à família Vespidae. 
Eles estão intimamente relacionados com as vespas mais familiares e verdadeiras vespas da subfamília Vespinae, contendo quatro tribos. Com cerca de 1.100 espécies no total, é a segunda subfamília mais diversa dentro dos Vespidae e, embora a maioria das espécies seja tropical ou subtropical, elas incluem algumas das vespas grandes mais frequentemente encontradas em regiões temperadas.
As Polistinae também são conhecidas como vespas de papel, o que é um termo enganoso, pois outras vespas (incluindo as vespas da subfamília Vespinae) também constroem ninhos de papel e porque algumas vespas epiponinas (por exemplo, Polybia emaciata ) constroem seus ninhos de lama, no entanto, o nome "vespa do papel" parece aplicar-se principalmente, mas não exclusivamente, à Polistinae, especialmente à Polistini.

## Características
As características da Polistinae são:
- As rainhas (fêmeas reprodutivas) são morfologicamente semelhantes às operárias, embora às vezes um pouco maiores ou com cores diferentes.
- O abdômen é fusiforme, geralmente peciolado.
- As antenas dos machos são enroladas.
- O ninho às vezes é aberto (os ninhos das vespinhas são sempre envoltos em várias camadas de papel).

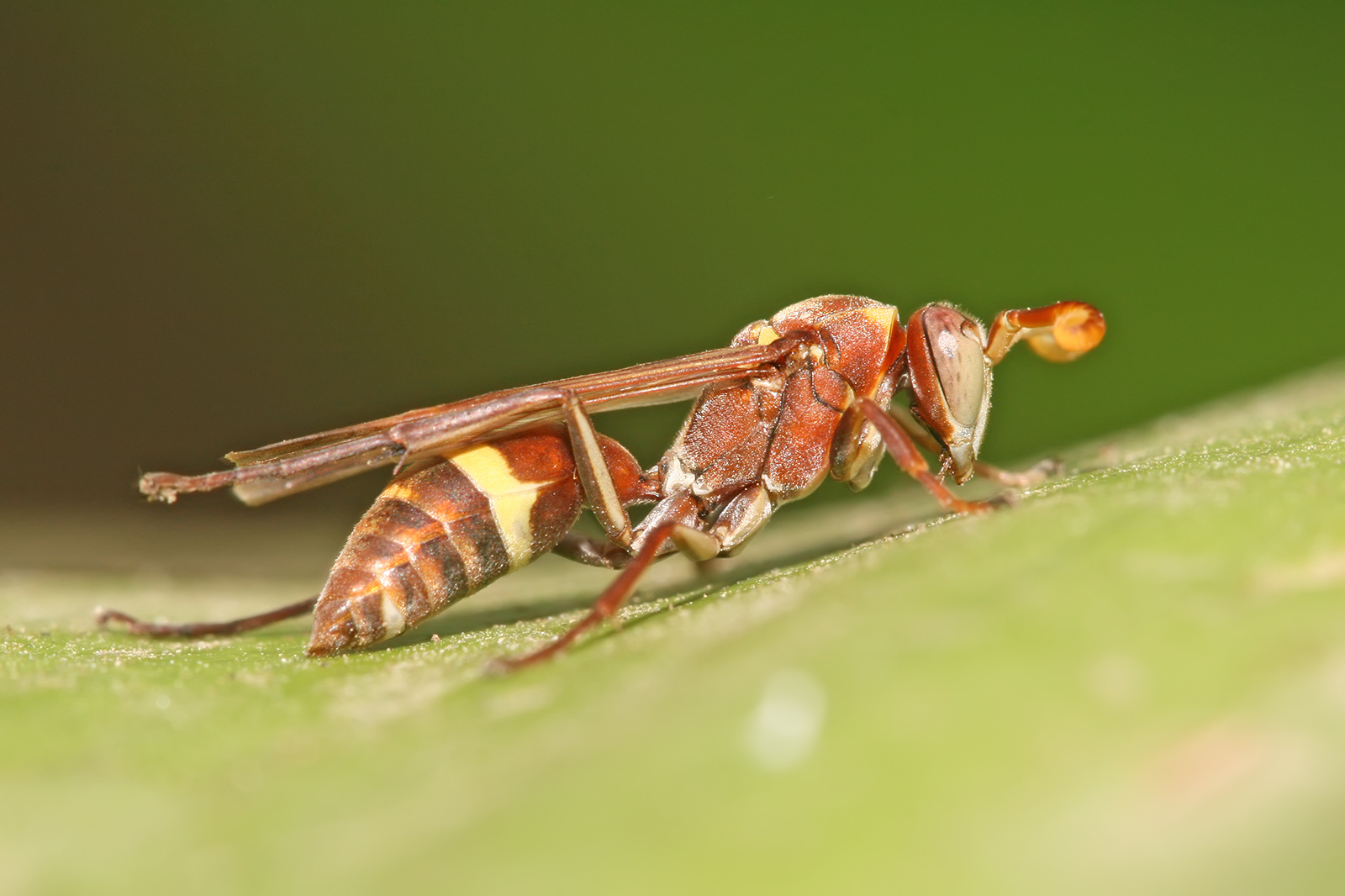
Polistes africanus

## Ecologia
Muitas polistines, como Polistes fuscatus , Polistes annularis e Polistes exclamans, fazem seus ninhos de papel. Polistes annularis suspende seus ninhos de papel nas saliências dos penhascos por meio de um pedicelo, cujos ácidos graxos livres induzem a resposta necrofóbica nas formigas e faz com que elas evitem o pedicelo ao invés de cruzar e atacar os habitantes do ninho. As forrageadoras Polistes metricus decolam de seus ninhos como se já soubessem a duração de sua viagem. Para voos curtos, eles saem do ninho voando horizontalmente, enquanto para voos longos eles saem do ninho voando direto para uma altitude elevada antes de seguirem sua direção. As células de criação de polistinas são organizadas em uma matriz hexagonal, semelhante à estrutura em favo de um ninho de abelhas. Algumas espécies dos gêneros epiponíneos Polybia e Brachygastra armazenam mel no favo, entre os poucos insetos que não as abelhas para armazenar mel (também algumas formigas armazenam mel em seus corpos).

## Ciclo de vida da colônia

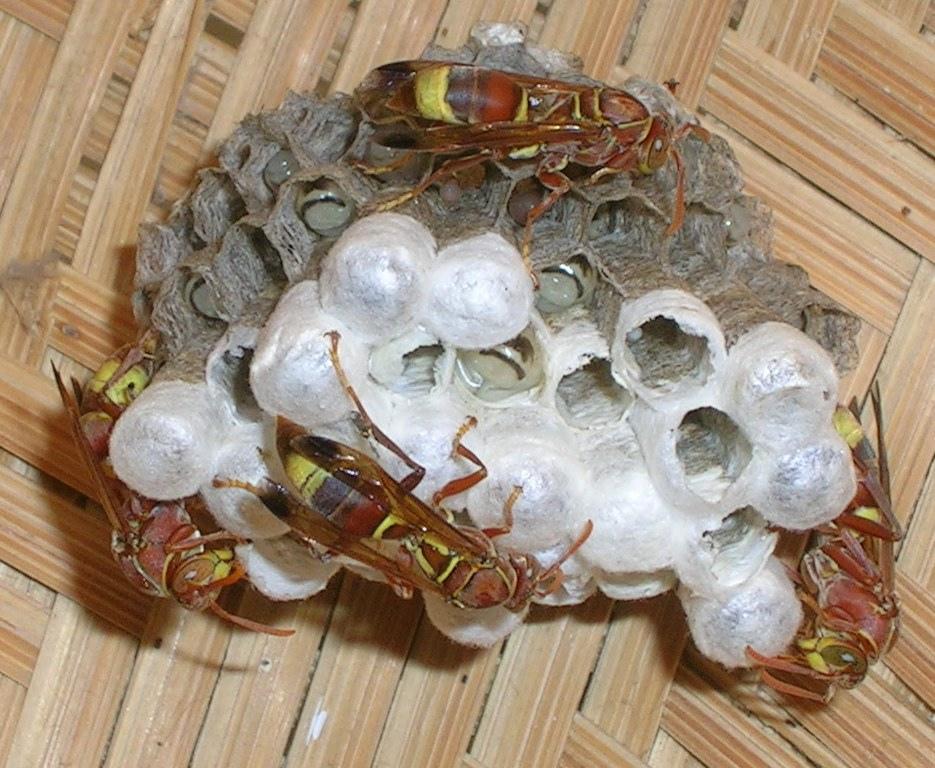
Ninho de Polistes sp.

As vespas Polistine encontraram colônias de duas maneiras. Em algumas espécies, os ninhos são formados por um pequeno número de fêmeas reprodutoras, possivelmente uma única. Uma das fundadoras acaba adquirindo domínio sobre a outra e é a única reprodutora. O ninho é aberto (não envolvido por um envelope) e contém um único pente.
No outro grupo, denominado "fundador do enxame", o ninho é fundado por um grande número de operárias e algumas rainhas. Geralmente é protegido por um envelope, como um ninho de vespinha.

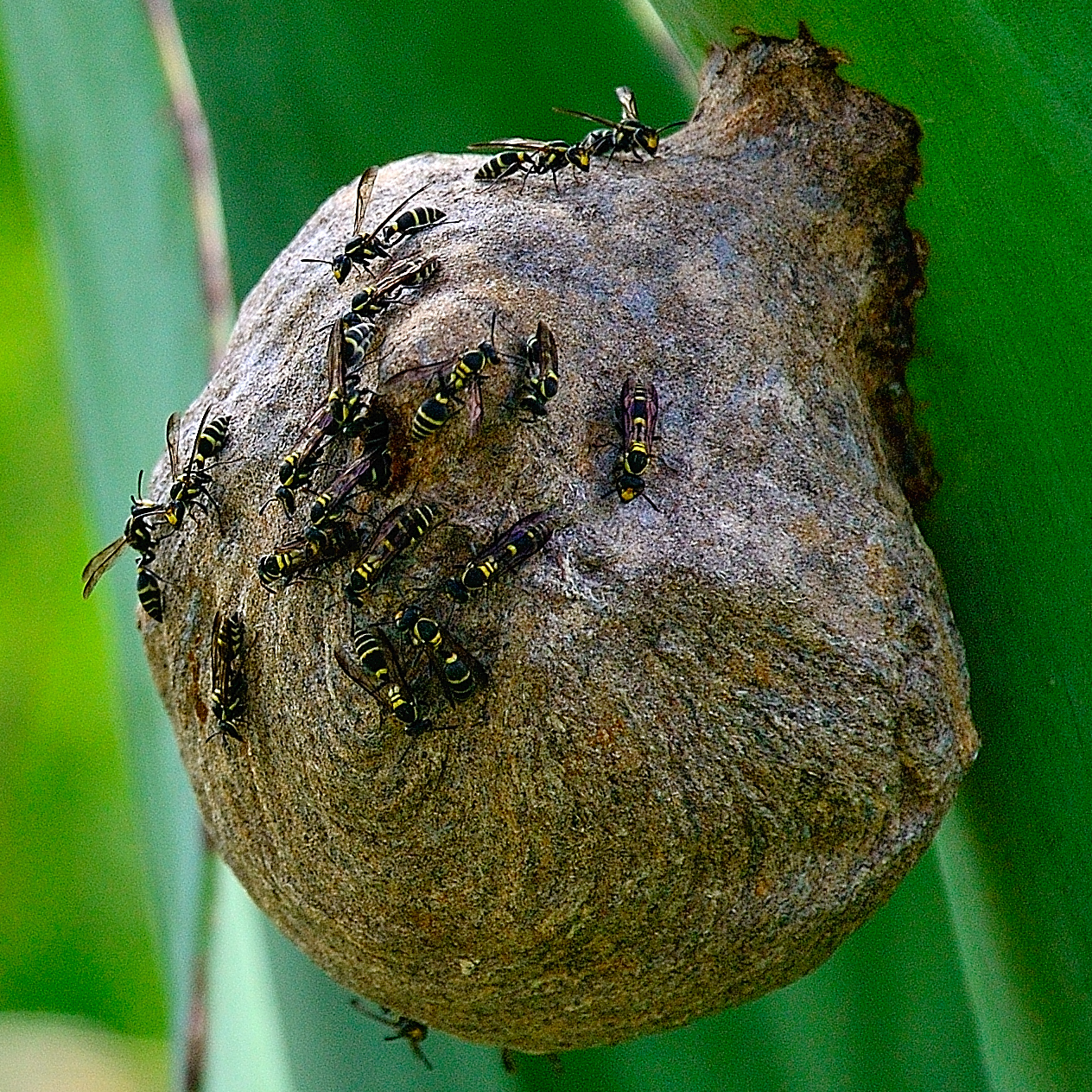
Ninho de vespas produtoras de mel de Polybia

## Espécies selecionadas de Polistinae
Tribo Polistini
- Genus Polistes
  - P. adelphus
  - P. annularis
  - P. atrimandibularis
  - P. bellicosus
  - P. biglumis
  - P. bischoffi

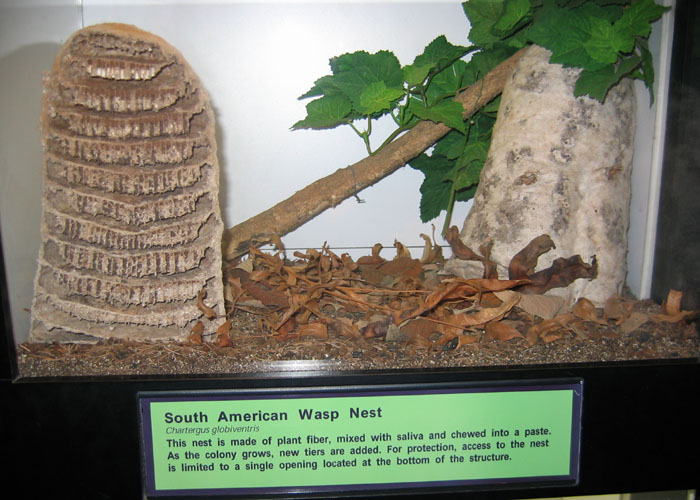
Ninho epiponino sul-americano

  - P. carolina - vespa de papel vermelha
  - P. chinensis - vespa do papel chinês
  - P. dominula - vespa de papel europeia
  - P. fuscatus - vespa do papel do norte
  - P. humilis - vespa de papel comum
  - P. instabilis
  - P. japonicus
  - P. metricus - vespa de papel métrica
  - P. semenowi
  - P. sulcifer
  - P. tepidus

Tribo Mischocyttarini
- Gênero Mischocyttarus
  - M. collarellus
  - M. flavitarsis
  - M. labiatus
  - Mischocyttarus drewseni

Tribo Epiponini
- Genus Agelaia
  - A. multipicta
- Genus Apoica
  - A. pallens
  - A. pallida
- Gênero Brachygastra
  - B. lecheguana
  - B. mellifica
- Gênero Leipomeles
  - L. dorsata
- Genus Parachartergus
  - P. colobopterus
- Gênero Polybia
  - P. dimidiata
  - P. emaciata
  - P. occidentalis
  - P. scutellaris
  - P. sericea
- Genus Synoeca
  - S. chalibea (muitas vezes escrito incorretamente como chalybea )
  - S. cyanea
  - S. septentrionalis
  - S. surinama
  - S. virginea

Tribo Ropalidiini
- Gênero Ropalidia
  - R. marginata
  - R. revolutionalis
  - R. romandi